# 엠미
엠미(아르메니아어: Էմմի, 본명: 엠마 베야냔(Էմմա Բեջանյան), 1984년 4월 12일 ~ )는 아르메니아의 가수이다. 유로비전 송 콘테스트 2010에서 아르메니아 대표로 참가했다.